# 西土田村
西土田村（にしつちだむら）は、石川県羽咋郡にあった村。現在の志賀町中部、能越自動車道徳田大津インターチェンジの西方一帯にあたる。

## 地理
- 山 ： 遍照岳、天行寺山

## 歴史
- 1889年（明治22年）4月1日 - 町村制の施行により、羽咋郡矢田村、代田村、印内村、栗山村、谷屋村、仏木村（ほとぎりむら）及び市野谷村を廃し、その区域をもって羽咋郡西土田村を設置する。
- 1940年（昭和15年）11月3日 - 羽咋郡東土田村及び西土田村を廃し、その区域をもって羽咋郡土田村を設置する。